# Cassoneca
Cassoneca ist ein Ort und eine Gemeinde in Angola.

## Verwaltung
Cassoneca ist Sitz einer gleichnamigen Gemeinde (Comuna) im Kreis (Município) von Catete in der Provinz Icolo e Bengo. Die Gemeinde hat 16.501 Einwohner (Schätzung 2014). Die Volkszählung 2014 soll fortan gesicherte Bevölkerungsdaten liefern.